# ميخائيل هيغينز
ميخائيل هيغينز (بالإنجليزية: Michael Higgins) هو لاعب كرة قدم أمريكية أمريكي، ولد في 7 ديسمبر 1987 في أوماها في الولايات المتحدة.

## وصلات خارجية
- ميخائيل هيغينز على موقع مرجع كرة القدم المحترفة.كوم (الإنجليزية)